# Johan Berentschot
Johan Berentschot (Zelhem, 18 december 1918 – Neede, 24 december 1996) was een Nederlands politicus van de ARP en later het CDA.
Hij werd geboren als zoon van Evert Jan Berentschot (1892-1977) en Hendrika Westervelt (*1883). J. Berentschot was een landbouwkundige en lid van de ARP. Omdat er binnen die partij de behoefte bestond aan een lid van de Provinciale Staten van Utrecht met agrarische deskundigheid werd hij daarvoor benaderd. Hij stemde in en werd in 1966 statenlid. Hij was hoofdambtenaar bij het ministerie van Landbouw en Visserij voor hij in september 1975 benoemd werd tot burgemeester van Kockengen. In maart 1983 werd hij daarnaast waarnemend burgemeester van Linschoten en Snelrewaard. In januari 1984 kwam een einde aan zijn burgemeesterschap van Kockengen vanwege het bereiken van de pensioengerechtigde leeftijd. Hij bleef wel aan als waarnemend burgemeester van Linschoten en Snelrewaard tot die gemeenten bij de gemeentelijke herindeling van 1989 ophielden te bestaan. Eind 1996 overleed hij op 78-jarige leeftijd.